# 살인재능
"살인재능"은 2015년에 개봉한 대한민국의 영화이다.

## 캐스팅
- 김범준 : 김민수 역
- 배정화 : 정수진 역
- 전범수 : 정연우 역
- 경규원 : 장물가게 주인 최 사장 역
- 박지아 : 카페 주인 역
- 배용근 : 용표선배 역
- 심훈기 : 직장상사 역
- 조재룡 : 닭도매가게 주인 역
- 김동찬 : 20대 취객 2 역
- 한규원 : 건달 2 역
- 이유선 : 대리기사 1 역
- 이홍내 : 연우 친구 역